# Encierro andando de Novallas
El encierro andando es un festejo popular taurino que se celebra en la localidad Novallas (Zaragoza) cada 15 de septiembre durante las Fiestas de la Cruz y consiste en el traslado del ganado desde el corral de la dehesa hasta el casco urbano. Fue declarada Fiesta de Interés Turístico en Aragón en el año 2000 y en la actualidad goza de gran arraigo, atrayendo a miles de visitantes cada año.

## Origen y evolución
Este festejo popular aparecen en el siglo XVIII,[cita requerida] cuando los miembros de la comisión de festejos de Novallas tenían que ir a buscar el ganado con el que se celebraban los encierros a localidades limítrofes. Los animales eran trasladados a pie, por caminos y traversando otros municipios. Esta tradición se fue arraigando en el municipio, y prueba de ello son las noticias documentadas del siglo XIX que hacen referencia a la disposición por parte del ayuntamiento de todo lo necesario para correr el toro; documentos que se conservan en el archivo consistorial.

…Acto continuo, en atención a que en este pueblo se celebra el dia 14 la festividad de la Cruz y que yá tienen los mozos concedido el permiso del Sr. Gobernador para correr un toro según costumbre se acordó tomar la precauciones debidas para la conservación del orden y que tanto para este fin como para el de las Ogueras se gaste lo necesario del capitulo de imprevistos del presupuesto municipal. [Sic.]
Y no habiendo otros asuntos de que tratar se dio por terminada la sesion.
Miguel Torres, Mames Cunchillos, Andres Vazquez, José Martinez
Francisco Lumbreras, secretario
Miguel Torres, Mames Cunchillos, Andrés Vázquez, José Martínez y
Francisco Lumbreras, secretario

En 1956, y con la aparición de los camiones, la necesidad de transportar las reses a pie desaparició y con ella también esta tradición hasta que en 1983  se recuperó soltando las vaquillas fuera del casco urbano para que éstas entraran en él a modo de encierro.
Tras unos años de cierto caos durante el transcurso de este festejo, en los que las reses no acababan de entrar al núcleo urbano, en 1999 el encierro andado se prohibió, volviéndose a recuperar a principios de los 2 000 ya como Fiesta de Interés Turístico de Aragón.

## Descripción del festejo
El itinerario del encierro se inicia a las 8 de la mañana en los corrales, donde los toros están esperando para ser desencajonados. En este punto las reses son guiadas por mozos (que acostumbran a ir corriendo), por caballos y por los toros mansos hasta las inmediaciones del casco urbano.
Una vez ahí, cruzan la carretera y continúan el recorrido por la calle Ramón y Cajal y la Calle Mayor hasta desembocar en la Plaza de San Antón, donde son recogidos y encajonados otra vez.
Este festejo cuenta con todo lo requerido por la normativa autonómica para este tipo de festejos en relación con la seguridad de espectadores y participantes. En este sentido, se procede al vallado de todo el recorrido por donde transcurre el encierro, y se cuenta con dos ambulancias, dos enfermeros, dos médicos y dos guías profesionales.

## Reconocimientos
El 28 de julio de 2000, el Departamento de Cultura y Turismo del Gobierno de Aragón emitió una orden por la que se declaró la celebración del "Día del Encierro Andando" de Novallas (Zaragoza) como Fiesta de Interés Turístico de Aragón. Este acto fue la culminación de un proceso iniciado por el Ayuntamiento de Novallas donde se acreditó que la fiesta cumplía con los requisitos establecidos en el Decreto 58/1991, de 4 de abril, para poder ostentar dicha calificación.